# 忠武公李舜臣像 (光化門広場)
『忠武公李舜臣像』（ちゅうぶこうりしゅんしんぞう、朝鮮語: 충무공 이순신 동상）は、大韓民国・ソウル特別市の光化門広場にある李舜臣の銅像。
制作者はキム・セジュン（ソウル大学校教授）。高さは6.3メートル（礎石を含めて16.8メートル）、重さは8トン。

## 沿革

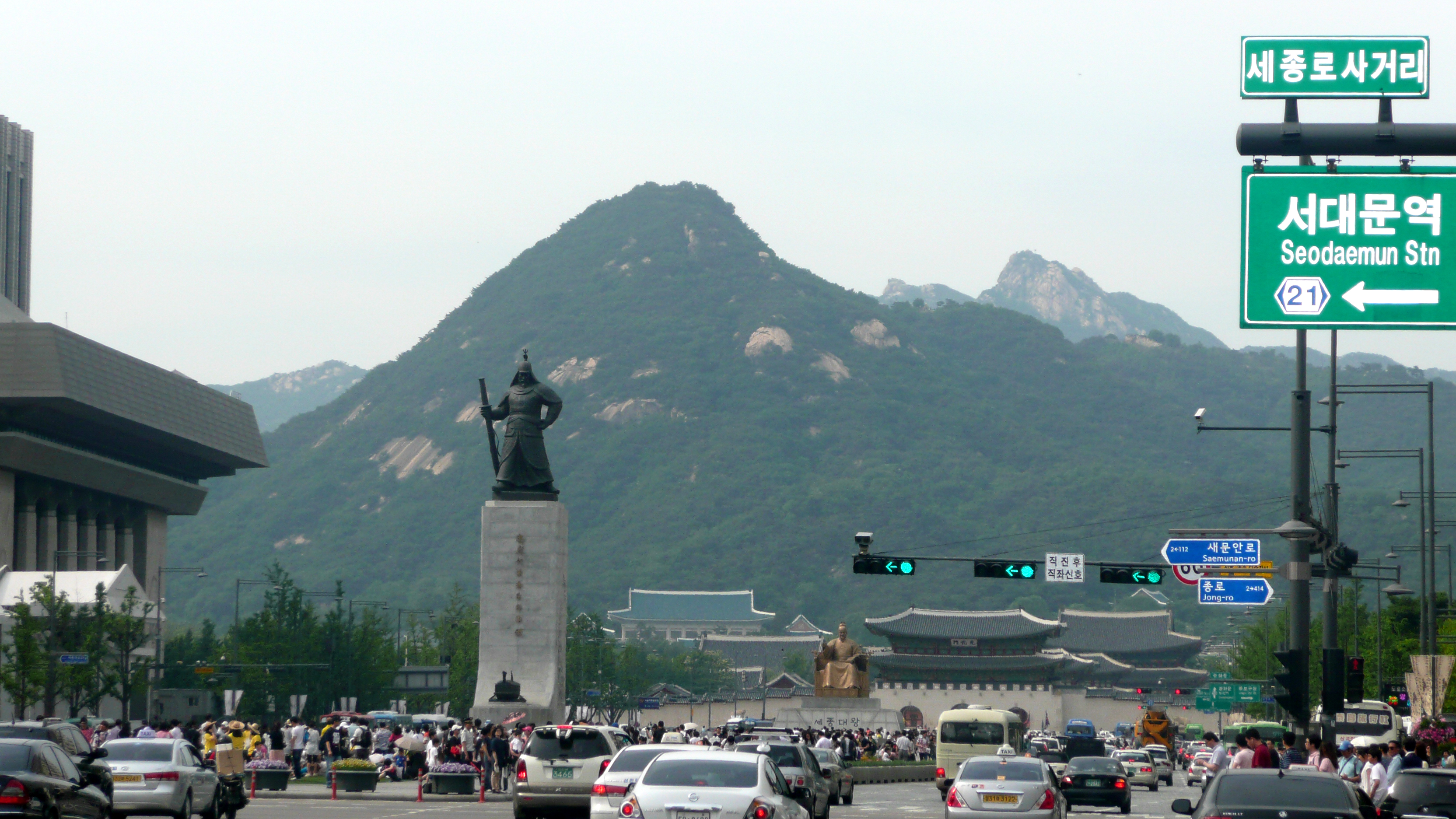
光化門広場の光景。『忠武公李舜臣像』は、『世宗大王像』を光化門と挟む形で建つ。画像左の建物は世宗文化会館。なお画像中央は青瓦台

日本統治時代、日本によって太平路が拡張された。独立後の朴正煕大統領時代、拡張された道を復元しようという意見が出されたが、実行には莫大な費用が予想されたため、代わりに「世宗路に日本が最も恐れる人物の銅像を置く」ことに決まった。それが、文禄・慶長の役において活躍した朝鮮側の英雄・李舜臣将軍であった。
当時の韓国は物資不足で、薬莢、真鍮食器、屑鉄までも動員されたが、それでも何度も制作がストップした。
除幕式は1968年4月27日に行われた。この除幕直後から「剣を右手に握っているさまはあたかも降伏する姿のようだ」「握っている剣は日本刀、着ている鎧は中国式ではないか」といった批判が続出し、1970年代後半には再制作が決定されたが、1979年の「10・26事件」こと朴正煕暗殺事件などでうやむやになった。
1994年、時の韓国政府は「道の名前に合う銅像を置く」として、世宗路に置かれていた忠武公像を忠武路に移転し、代わって世宗路に世宗の像を新設することを検討した。しかし「忠武公像はすでに世宗路の象徴になっている」としてソウル市が反対した。
時は流れて2006年12月、呉世勲ソウル市長が「光化門復元計画」を発表した。これは、当初の位置とは違う場所に復元された景福宮の正門・光化門を本来の位置で再復元する計画である。これに併せて世宗路と太平路を統合して『世宗大路』とし、その一部を閉鎖して『光化門広場』として公園化することとなった。
「すべての国にはその国の歴史性を見せてくれる象徴物がある」が持論である呉世勲ソウル市長は、元からあった忠武公李舜臣像を残しつつその付近に世宗大王像を追加する形で『光化門広場』を造成することによって、韓国史において最も尊敬される世宗と李舜臣の歴史的物語が描かれた「国家代表広場」を創出することを試みた。
2019年1月21日、ソウル市は光化門広場を拡張するための「光化門広場国際設計公募展」の当選作を発表した。当選作によると『忠武公李舜臣像』は『世宗大王像』とともに他の場所に移転されることになる。しかし、設計図への批判が相次いだために朴元淳ソウル市長は2019年末まで最終決定を先延ばしする意向を示した。なお、審査委員は拡張案を選びつつも「李舜臣将軍の銅像は歴史性があるためそのまま維持するのがよい」と語っている。